# فردودگاه تکبانده کوئنگ جیکاب کوندره
 فردودگاه تکبانده کوئنگ جیکاب کوندره (به انگلیسی: Njoeng Jacob Kondre Airstrip) یک فرودگاه همگانی است . این فرودگاه در کشور سورینام قرار دارد .